# Oscar Forel

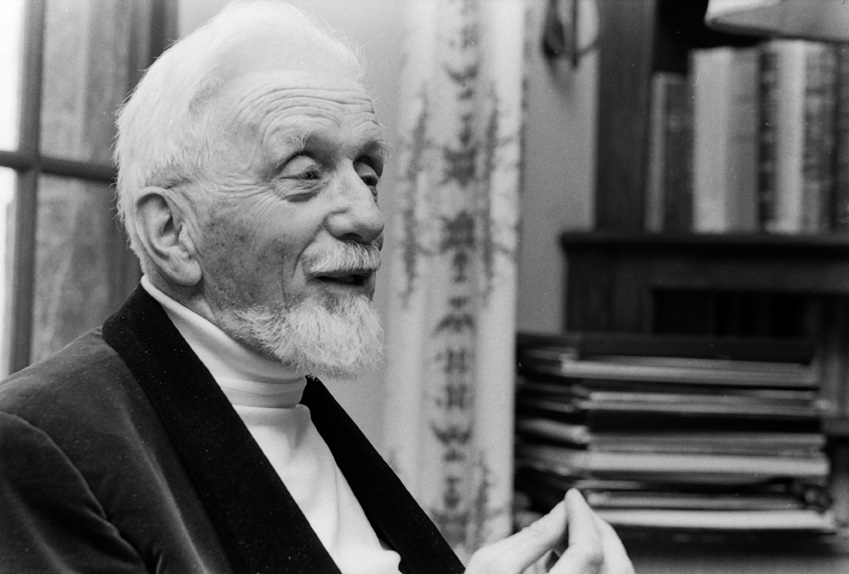
Oscar Forel in 1973

Oscar Louis Forel (* 20. September 1891 in Zürich; † 7. November 1982 in Saint-Prex; reformiert; heimatberechtigt in Morges, Lonay und Chigny) war ein Schweizer Psychiater.

## Leben
Oscar Forel wurde am 20. September 1891 als Sohn des Auguste Forel in Zürich geboren. Nach Absolvierung von Schulen in Glarisegg und Solothurn studierte er Medizin an der Universität Lausanne. Im Wintersemester 1920/21 wurde er an der Universität Bern promoviert, wo er sich auch zum Psychiater ausbilden liess.
In der Folge war er von 1925 bis 1929 als Chefarzt der Privatklinik La Métairie in Nyon tätig. Zudem lehrte er ab 1925 als Privatdozent in Genf. 1934 gründete Forel die Privatklinik Les Rives de Prangins, in der sich bedeutende Persönlichkeiten aus ganz Europa von ihm behandeln liessen. Oscar Forel war ein führendes Mitglied der Schweizerischen Gesellschaft für Psychiatrie.
Während des Zweiten Weltkriegs setzte Forel sich aktiv für Flüchtlinge ein. Ferner war er Mitbegründer eines Hilfswerks für griechische Kinder. Oscar Forel zeigte literarisches und künstlerisches Interesse und engagierte sich als Förderer junger Musiker.
Er war verheiratet mit Leokadia, der Tochter des Lehrers Joseph Openik. Sein Sohn Armand Forel war Arzt und Politiker.

## Werke (Auswahl)
- Le rythme. Étude psychologique. In: Journal für Psychologie und Neurologie. Bd. 26 (1920/21), H. 1, S. 1–104 (Dissertation, Universität Bern, 1920/21).
- La psychologie des névroses. Kundig, Genf 1925.
- L’accord des sexes. Biologie, psychologie, orientation. Payot, Paris 1953.
  - deutsch: Einklang der Geschlechter. Sexuelle Fragen in unserer Zeit. Rascher, Zürich 1955.